# Кацман Олексій Йосипович
Олексій Йосипович Кацман (3 січня 1947 , Кіровоград  — 23 вересня 2017 , Кропивницький ) — радянський футболіст, нападник. Після закінчення кар'єри гравця — радянський і український футбольний тренер і арбітр. Заслужений тренер України.

## Біографія
Вихованець кіровоградської ДЮСШ-2. Перший тренер — Володимир Прохорович Резнік. Розпочав футбольну кар'єру 1965 року, у місцевій «Зірці». Наступного року став найкращим бомбардиром кіровоградської команди. Провівши 2 сезони у складі «Зірки», перейшов до одеського «Чорноморця». Дебютував у Вищій лізі чемпіонату СРСР 28 травня 1967, вийшовши в стартовому складі в матчі проти тбіліського «Динамо». Загалом за «Чорноморець» зіграв 4 матчі, проте не зміг закріпитися у складі, внаслідок чого сезон 1967 року догравав уже в одеському СКА. Провів ще рік у складі «армійців», після чого став гравцем миколаївського «Суднобудівника». У миколаївському клубі відіграв менше року, 1969 року перейшовши до первомайського «Будівельника». Після цього повернувся до «Зірки». У складі кіровоградців провів 4 сезони, у 1971 році знову став найкращим бомбардиром команди. Потім на сезон перейшов до хмельницького «Динамо», після чого повернувся до Кіровограда. 1975 року втретє став найкращим бомбардиром «Зірки» і разом із командою виграв Кубок УРСР. Закінчив професійну кар'єру 1977 року, у черкаському «Дніпрі». Потім грав на аматорському рівні за бобруйский «Шинник», первомайський «Фрегат» та кіровоградський «Радист».

### Кар'єра тренера
Під час виступів у складі «Зірки» закінчив Кіровоградський педагогічний інститут ім. А. Пушкіна. Після завершення кар'єри гравця став тренером у кіровоградській ДЮСШ «Зірка». 1988 року, на запрошення тодішнього головного тренера «Зірки» Іштвана Шандора, став одним із тренерів клубу. Наступного року після відходу Шандора очолив кіровоградську команду. Перебував на посаді головного тренера до кінця сезону 1990 року. Пізніше тренував аматорські колективи.
1994 року знову повернувся до тренерського штабу «Зірки», як помічник головного тренера команди — свого колишнього одноклубника Олександра Іщенка. Під їхнім керівництвом, 1995 року клуб вийшов у Вищу лігу чемпіонату України, а у дебютному сезоні посів 6-е місце. 1997 року, разом із Іщенком, став тренером вінницької «Ниви», проте через рік обоє повернулися до складу «Зірки». 2000 року, за станом здоров'я залишив клуб. Працював тренером у кіровоградській ДЮСШ «Зірочка»

### Кар'єра арбітра
1992 року обслуговував матчі чемпіонату України. Як головний арбітр дебютував у Вищій лізі України 5 квітня 1992 року, у матчі між охтирським «Нафтовиком» та тернопільською «Нивою». Усього, у вищому дивізіоні України, як суддя в полі обслужив 2 матчі, обидва — у першому чемпіонаті України. Наступного сезону відпрацював на кількох матчах як помічник арбітра.
Помер 23 вересня 2017 року у віці 70 років. Похований на Далекосхідному цвинтарі у Кропивницькому

## Досягнення

### Командні
- Володар Кубка УРСР: 1975

### Індивідуальні
- Заслужений тренер України (2010)

## Родина
Син — Олег Кацман — футбольний арбітр. Обслуговував матчі Першої ліги чемпіонату України як лайнсмен.